# Rowerowa winda w Trondheim

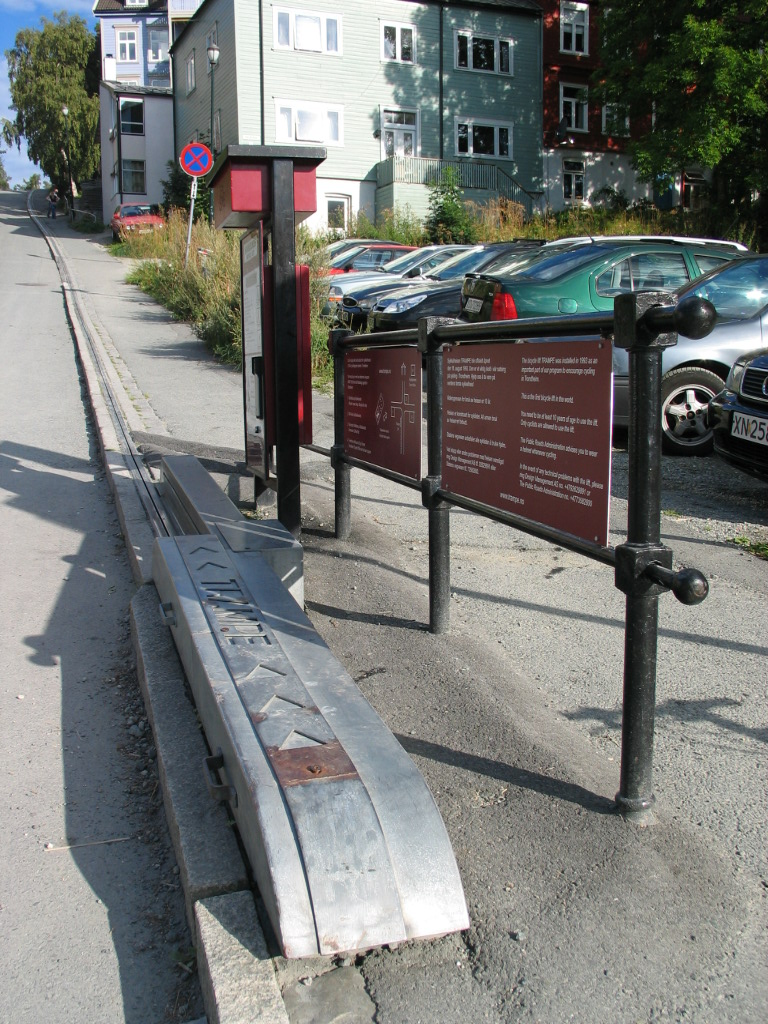
Dolna stacja windy

W norweskim mieście Trondheim przy Bakklandet, obok Gamle Bybro, znajduje się jedyny na świecie wyciąg dla rowerów. 
Z norweskiego nazywająca się Sykkelheisen Trampe winda, została otwarta 18 sierpnia 1993 roku, w otwarciu uczestniczyło ponad 2 tys. rowerzystów. 
Wynalazcą tej nietypowej windy jest Jarle Wanvik. W budowie pomagał mu inżynier Stein Løvold oraz inżynier elektryk Magnar Wahl.
Urządzenie pomaga podjechać pod dość stromą górkę (pod kątem 20% czyli 11,5°). 
Korzystanie z windy polega na oparciu prawej stopy na przesuwającej się po szynie podpórce.
Cała trasa ma długość 130 m i pokonuje się ją z prędkością 2 m/s (7,2 km/h). Ten niestandardowy prototyp od momentu uruchomienia przewiózł ponad 200 tys. rowerzystów.
Do korzystania z windy uprawnieni są jedynie rowerzyści, którzy ukończyli dziesiąty rok życia.
W roku 2012 wyciąg zdemontowano w celu zastąpienia nową konstrukcją opartą na technologii „CycloCable”, opracowanej przez firmę Skirail należącą do francuskiej grupy Poma. 1 czerwca 2013 został ponownie oddany do użytku.

Winda rowerowa
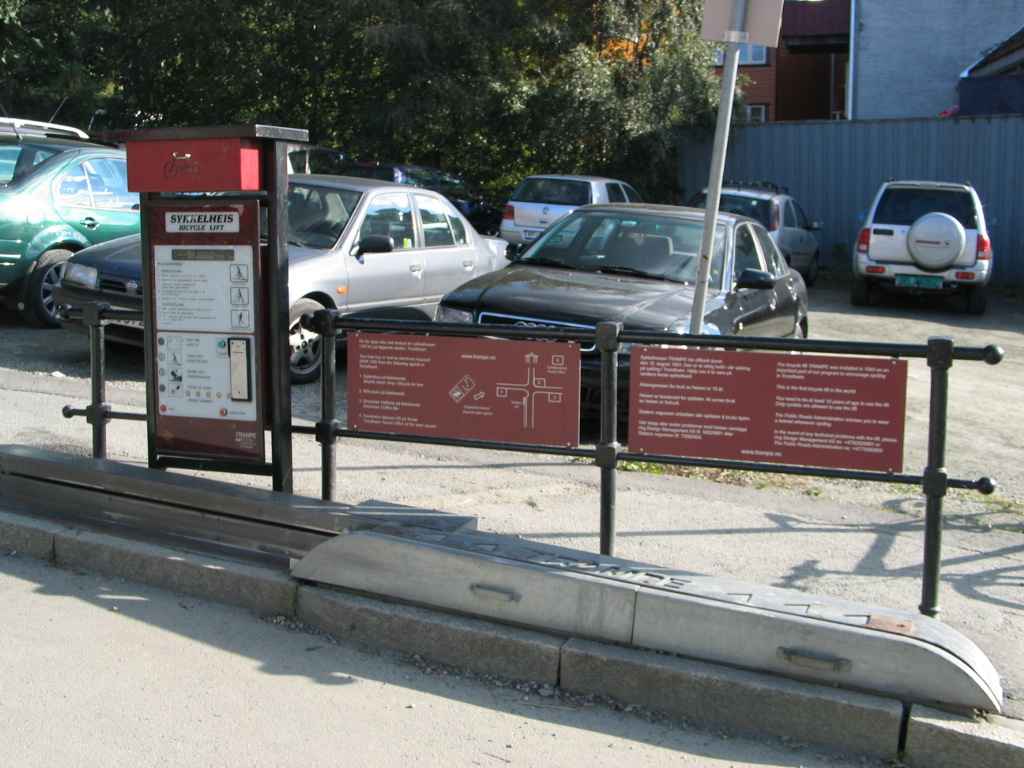
Dolna stacja
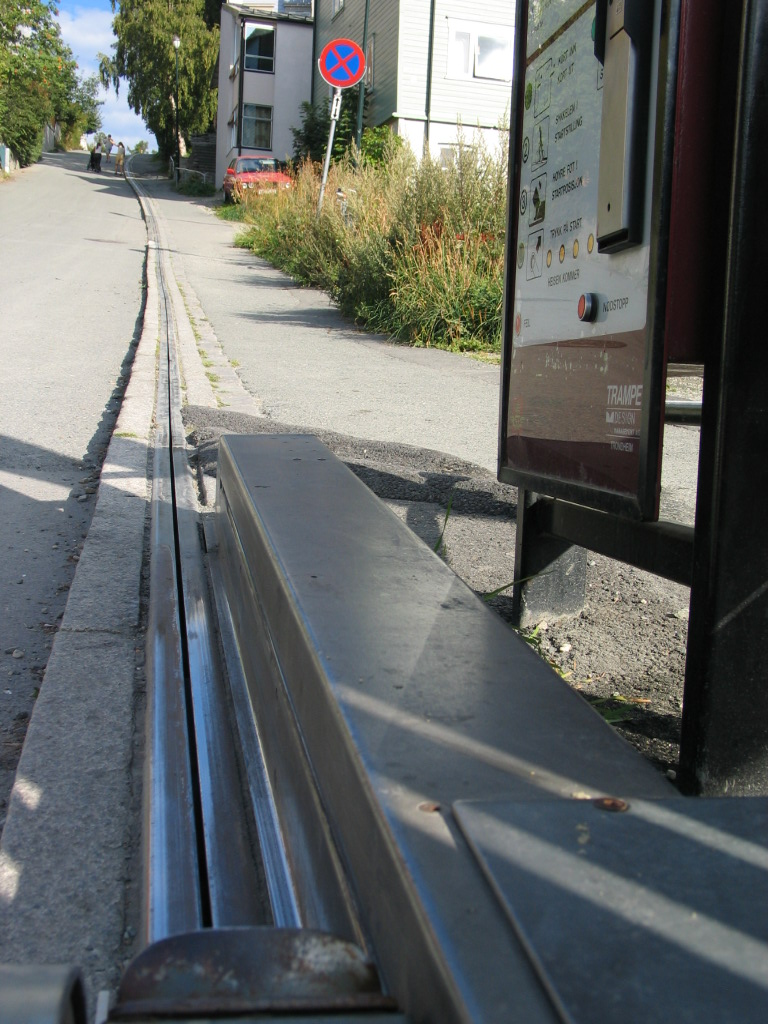
Specjalna szyna
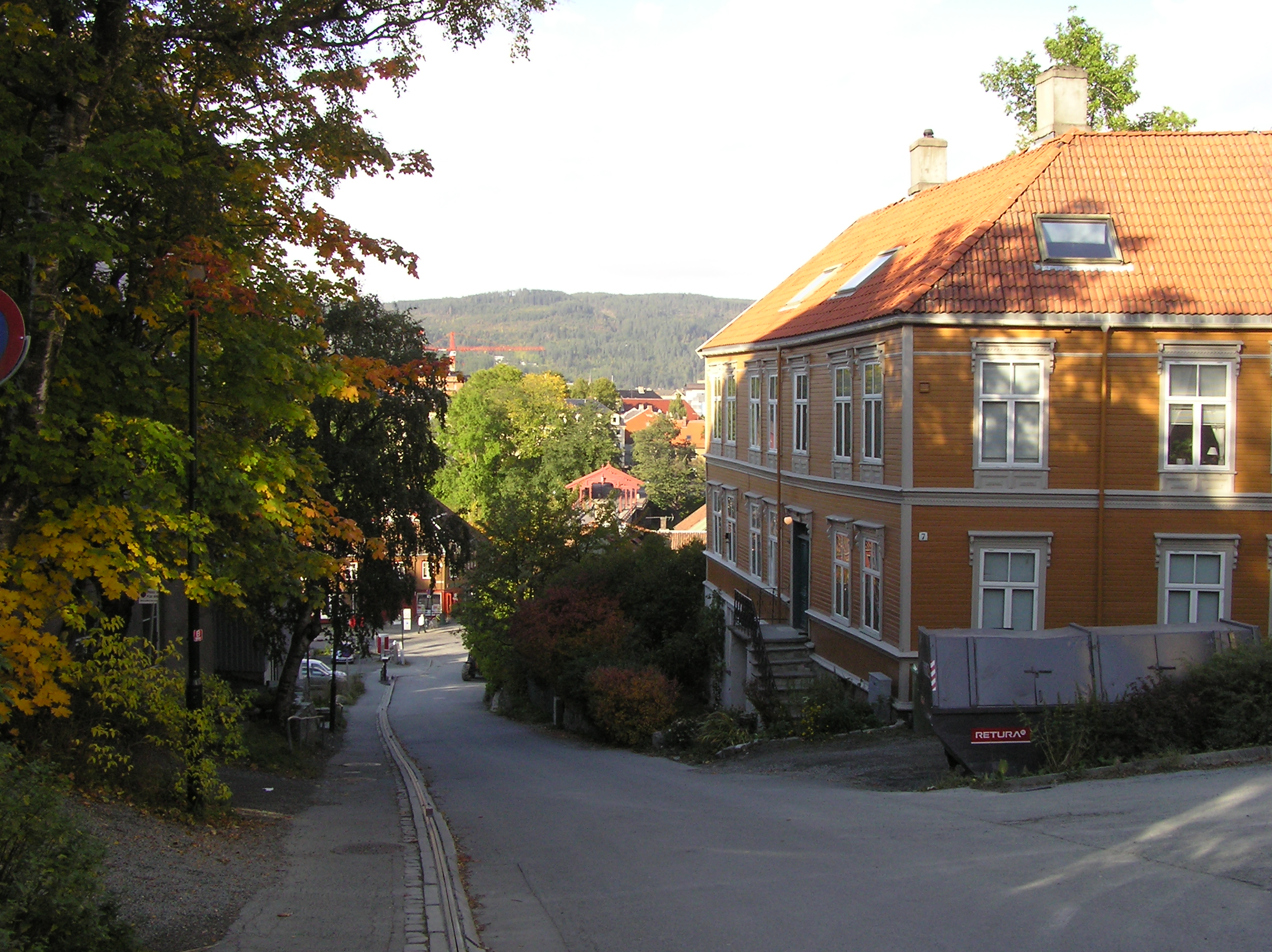
Widok na trasę z góry
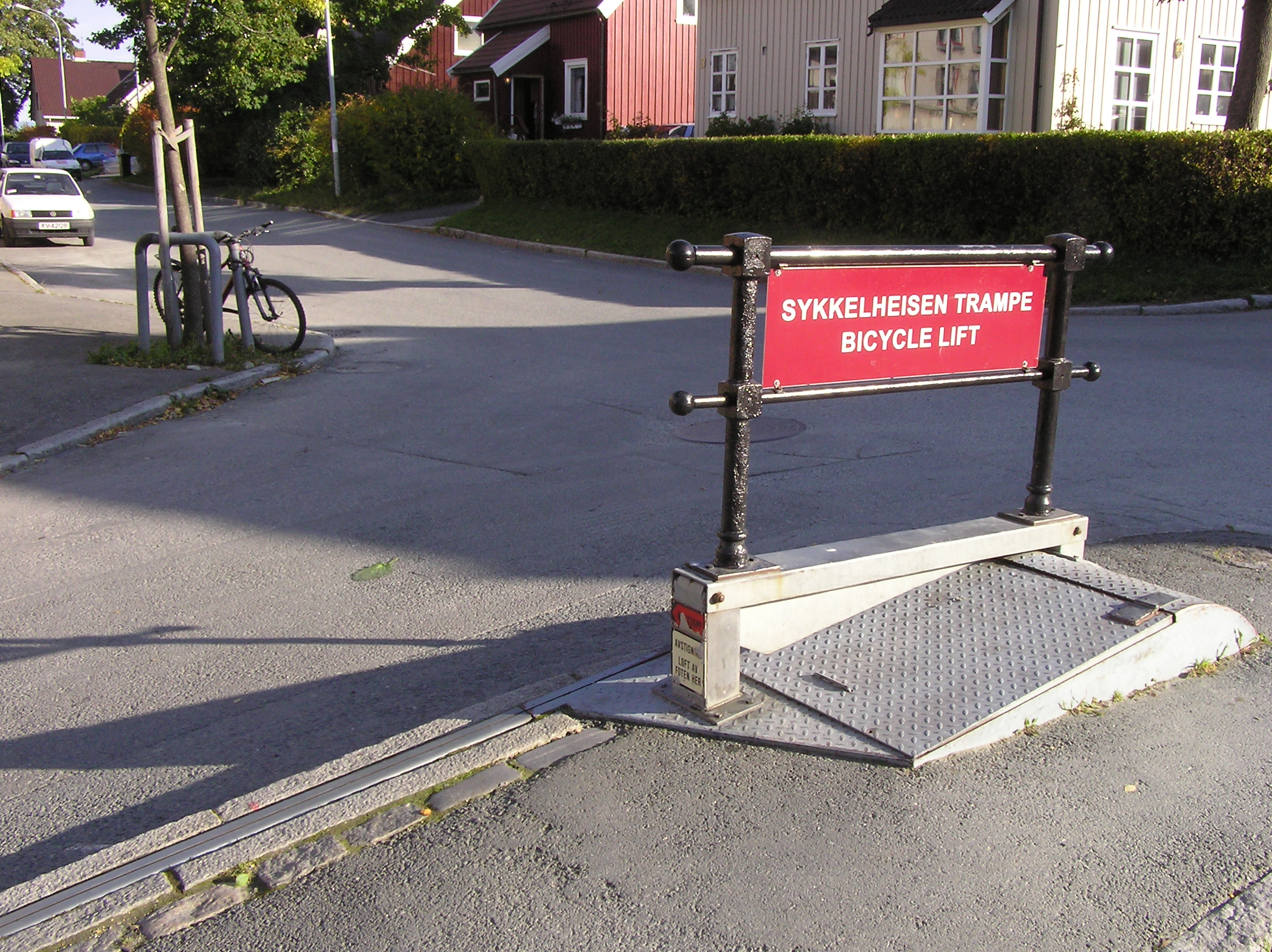
Górna stacja